# Húrin gyermekei
A Húrin gyermekei J. R. R. Tolkien posztumusz regénye, amelyet a szétszórt jegyzetekből fia, Christopher Tolkien szerkesztett egységes egésszé. A történet teljes egészében a Tolkien által kitalált Beleriandban (Középfölde nyugati része) játszódik, Középfölde első korában. Főszereplői Húrin fia, Túrin és leánya, Nienor. A regény az ő kalandos, viszontagságos életüket meséli el.
Az első angol kiadás Alan Lee illusztrációival 2007-ben jelent meg a HarperCollins kiadónál. Magyarra Gálvölgyi Judit és N. Kiss Zsuzsa (versbetétek) fordította, a Magyar Tolkien Társaság szakmai segítségével. Az első magyar kiadás 2008-ban jelent meg az Európa Kiadó gondozásában.

## A könyv keletkezése
Christopher Tolkient saját elmondása szerint régóta foglalkoztatta az a gondolat, hogy miként is lehetne Középfölde Óidejének (Első kor) történeteit szélesebb olvasóközönséggel is megismertetni. Christopher úgy vélte, hogy bár Tolkien legterjedelmesebb művét, a Gyűrűk Urát sokan ismerik, csupán kevesen ismerkedtek meg közelebbről a Középfölde mitológiáját tárgyaló Szilmarilokkal, még kevesebben a további posztumusz kiadott jegyzetekkel (Gyűrű keresése, Középfölde története sorozat).
Az Óidők meséi közül három kiemelkedőt, érezhetően jól kidolgozottat találunk: Beren és Lúthien történetét, Earendil utazását, és Húrin gyermekeinek regéjét.
Mivel ezen történeteket Tolkien élete során sokáig alakította, formálgatta, ezért ezek több különálló, néha ellentmondó jegyzetben maradtak fenn.
Christopher ezeket a töredékekben fennmaradt jegyzeteket, koncepciókat fésülte össze kerek egésszé, hogy azt egy szélesebb közönség számára is ki lehessen adni, miáltal Tolkien teljes Középfölde mitológiája szélesebb körben válhat ismertté, kedveltté.

## Húrin gyermekeinek történetei
"Középföldének vannak A Gyűrűk Ura előtti időről szóló regéi, és az ebben a könyvben elmesélt történet azon a nagy földön játszódik, amely a Szürkeréven túl feküdt Nyugaton: azokon a vidékeken, ahol egykor Szilszakáll kószált, ám amelyek alámerültek a Világ Első Korának véget vető nagy kataklizmában.
Abban a távoli időben Morgoth, az első Sötét Úr Angband, a Vaspoklok hatalmas erősségében lakozott Északon; és Túrinnak meg a húgának, Nienornak a tragédiája Angband fenyegetésének és Morgothnak a tündék országai és titkos városai ellen viselt háborújának árnyékában bontakozott ki.
Rövid és szenvedélyes életüket az az elementáris gyűlölet uralta, amellyel Morgoth viseltetett Húrin gyermekei iránt, mert Húrin volt az az ember, aki dacolt vele, és szemtől szemben kigúnyolta. Legrettentőbb szolgáját küldte ellenük, Glaurungot, az óriás, szárnyatlan tűzsárkány alakját öltött nagy hatalmú szellemet. A könyörtelen hódításnak és a menekülésnek, az erdei búvóhelyeknek és az üldözéseknek, az egyre csökkenő remény ellenére is kitartó ellenállásnak ebben a történetében ijesztően tiszta alakjában jelenik meg a Sötét Úr és a Sárkány. A keserűen gúnyos és kaján Glaurung ördögien ravasz és alattomos hazugságokkal manipulálta Túrin és Nienor sorsát, és Morgoth átka beteljesült.

## Cselekmény
|  | Alább a cselekmény részletei következnek! |

### I. fejezet – Túrin Gyermekkora
Húrin és Huor Gondolini tartózkodásával kezdődik a könyv, majd elmeséli Túrin éveit a Nirnaeth Aernoediad előtt. Túrin Húrin, Dor-Lómin ura és Morwen Eledhwen fia. Barátságot köt egy sánta faművessel, Sador Labadallal, neki adja a születésnapi ajándékát, egy tünde-kést is. Túrinnak van egy kishúga, Urwen Lalaith, akit a fiú nagyon szeret, de Lalaith meghal a Fekete Vészben, amit Morgoth küldött a noldákra és az edánokra.
Egy reggel Túrin meglátja apját és vitézeit, ahogy megindulnak a Nirnaeth Aernoediadba.

### II. fejezet – A Megszámlálhatatlan könnyek csatája
Fingon felállította seregét az Ered Wethrinen, ott volt Hithlum egész serege és sok tünde Falasból, Nargothrondból és Doriathból, és ott volt Dor-Lómin urának, Húrinnak és fivérének, Huornak a serege, valamint hozzájuk társult Halmir fia Haldir a Brethilből jöttekkel. Keleten Maedhros serege állt, ott voltak Feanor fiainak seregei és zöld-tündék Ossiriandból, meg Nogrod és Belegost törpjei. A csata előtt Turgon, Gondolin királya megérkezett, és a Sirion gázlójához vonult. Akkor Morgoth nyugati serege Fingon tündéi elé hozatta Guilin fia Gelmirt, egy nargothrondi urat, akit Angbandba hurcoltak fogságba, és megölték. De ott volt Guilin fia Gwindor, Gelmir fivére, aki előrerontott, majd Fingon megfúvatta a harsonáit, és hirtelen egész serege kivágtatott, és levágták a nyugati sereget. Gwindor a nargothrondiakkal berontott Angband kapuján, de fogságba ejtették. Akkor Morgoth kiküldte a Thangorodrimból a fősereget, és Fingon kénytelen volt visszavonulni. Ott, a háború negyedik napján, az Anfauglith síkján megkezdődött a Nirnaeth Aernoediad, a Megszámlálhatatlan Könnyek Csatája. Ott, a visszavonuláskor esett el Halmir fia Haldir és vele a Brethilbeli emberek java. Akkor Turgon is előmasírozott, és átvágta magát a fivéréig, de akkor Gothmog jött, a Balrogok Ura, és vívott Fingonnal, és a nagykirály felülkerekedhetett volna, de egy balrog hátulról tűzpányvát dobott rá, Gothmog pedig megölte.

### III. fejezet – Húrin és Morgoth szavai
Az orkok Morgoth parancsára egy nagy halmot raktak az elesettekből, ez volt a Haudh-en-Nirnaeth. Morgoth tudta, hogy Húrin bírja Gondolin királyának, Turgonnak a barátságát, és ezért az edánt eléje vezették. De Húrin dacolt Morgotthal, és az átadta a lassú kínoknak. Később a Haudh-en-Nirnaethhez vezette Húrint, és ott felkínálta neki, hogy szabad lehet, ha elárulja neki, hol lakik Turgon, de Húrin kigúnyolta. Ekkor Morgoth megátkozta Húrin Thailont és családját. Húrint pedig odaültette a Thangorodrim oldalára, hogy Morgoth szemével lásson, vagyis azt lássa, amit már eltorzított a Fekete Úr elméje.
|  | Itt a vége a cselekmény részletezésének! |

## Magyarul
- Narn i chîn Húrin. Húrin gyermekeinek legendája; szerk. Christopher Tolkien, ford. Gálvölgyi Judit; Európa, Bp., 2008